# Jabrun
 Jabrun  es una población y comuna francesa, situada en la región de Auvernia, departamento de Cantal, en el distrito de Saint-Flour y cantón de Chaudes-Aigues.

## Demografía
| 299 | 276 | 214 | 183 | 172 | 178 | 152 |
| Para los censos de 1962 a 1999 la población legal corresponde a la población sin duplicidades (Fuente: INSEE [Consultar]) |     |     |     |     |     |     |